# Пуласкі (округ, Міссурі)
Шаблон:StateAbbr_ 37°49′ пн. ш. 92°13′ зх. д. / 37.82° пн. ш. 92.21° зх. д.
Округ Пуласкі (англ. Pulaski County) — округ (графство) у штаті Міссурі, США. Ідентифікатор округу 29169.

## Історія
Округ утворений 1833 року.

## Демографія
За даними перепису
2000 року
загальне населення округу становило 41165 осіб, зокрема міського населення було 20943, а сільського — 20222.
Серед мешканців округу чоловіків було 21753, а жінок — 19412. В окрузі було 13433 домогосподарства, 9949 родин, які мешкали в 15408 будинках.
Середній розмір родини становив 3,13.
Віковий розподіл населення поданий у таблиці:
| Стать    | До 15 років | 15-21 | 22-29 | 30-39 | 40-49 | 50-65 | 65-85 | Понад 85 |
| -------- | ----------- | ----- | ----- | ----- | ----- | ----- | ----- | -------- |
| Чоловіки | 4864        | 4095  | 3189  | 3576  | 2526  | 2113  | 1302  | 88       |
| Жінки    | 4705        | 2364  | 2468  | 3244  | 2484  | 2280  | 1623  | 244      |

## Суміжні округи
- Меріс — північний схід
- Фелпс — схід
- Техас — південь
- Лаклід — південний захід
- Кемден — захід
- Міллер — північний захід

## Виноски
1. ↑  U.S. Decennial Census. United States Census Bureau. Процитовано 18 листопада 2014.
2. ↑  Historical Census Browser. University of Virginia Library. Архів оригіналу за 11 серпня 2012. Процитовано 18 листопада 2014.
3. ↑  Population of Counties by Decennial Census: 1900 to 1990. United States Census Bureau. Процитовано 18 листопада 2014.
4. ↑  Census 2000 PHC-T-4. Ranking Tables for Counties: 1990 and 2000 (PDF). United States Census Bureau. Процитовано 18 листопада 2014.
5. ↑  State & County QuickFacts. United States Census Bureau. Архів оригіналу за 1 березня 2016. Процитовано 12 вересня 2013.(англ.) Наведено за англійською вікіпедією.
6. ↑  American FactFinder. Бюро перепису населення США. Архів оригіналу за 26 лютого 2012. Процитовано 31 січня 2008.

| США | Це незавершена стаття з географії США. Ви можете допомогти проєкту, виправивши або дописавши її. |